# Stazione di Formia-Gaeta
La stazione di Formia-Gaeta è una stazione ferroviaria posta sulla direttissima Roma-Napoli, a servizio delle città di Formia e Gaeta.

## Storia
La stazione venne inaugurata il 3 maggio 1892, con il nome di Formia, insieme alla linea ferroviaria Sparanise-Gaeta: questa prima stazione era composta da due binari passanti più un piccolo scalo merci.
Nel 1927, con l'attivazione della "Direttissima" Roma-Napoli, passante anch'essa per Formia, la stazione divenne un importante nodo d'interscambio, e venne per questo motivo dotata di altri binari e notevolmente ampliata. Per organizzare un migliore traffico ferroviario sulla linea Sparanise-Gaeta vennero create due tipologie di treni: da un lato convogli che percorrevano la tratta Formia-Sparanise, dall'altro un servizio a spola tra Formia e Gaeta.
Il fabbricato viaggiatori originario, distrutto durante la seconda guerra mondiale, venne sostituito da un nuovo edificio al termine del conflitto, inaugurato nel 1949.
Nel 1957 la linea da Formia a Sparanise venne chiusa mentre resistette, fino al 1966, quella più frequentata per Gaeta, poi servita dai pullman INT delle FS  fino al 1980. Con la riforma regionale  dei trasporti, tutte le corse da e per Gaeta, con diramazione Serapo, passarono all'ACOTRAL, ora COTRAL.
Un duro colpo all'impianto si ebbe negli anni duemila, con la soppressione nel 2012 del capolinea delle autolinee interurbane sempre attive dal secondo dopoguerra ed al servizio di un vasto comprensorio.  Nel medesimo anno la stazione assunse la nuova denominazione di Formia-Gaeta.
Nell'estate del 1975, vi fu girata una breve sequenza del film cult Febbre da cavallo, di Steno, uscito l'anno dopo nelle sale.

## Strutture e impianti
La stazione è dotata di 5 binari passanti, muniti di banchine con pensiline e sottopassaggi ed ascensori, per il servizio viaggiatori, più un binario tronco utilizzato per il servizio a spola con Gaeta. Formia disponeva anche di uno scalo merci con magazzino, in seguito sostituito da un parcheggio multi piano.
In uscita dalla stazione, in direzione Roma sono presenti due gallerie, una a doppio binario, usata dalla ferrovia Roma-Napoli, l'altra a binario unico, usata in passato dalla linea ferroviaria Sparanise-Gaeta.
Il fabbricato viaggiatori dispone di diversi servizi quali biglietteria ufficiale Trenitalia, servizi igienici, bar e cappella cattolica.

## Movimento
La stazione è servita dai treni regionali della relazione suburbana FL7 svolta da Trenitalia nell'ambito del contratto di servizio stipulato con la Regione Lazio, nonché da relazioni a lunga percorrenza svolte anch'esse da Trenitalia attraverso i treni InterCity ed Intercity Notte.

## Servizi
La stazione, che è classificata come gold, dispone di:
- Biglietteria e Assistenza Clienti Trenitalia - orario di apertura: dal lunedì alla domenica dalle ore 06:00 alle ore 20:37.
- Biglietteria automatica/self service
- Bar
- Edicola
- Servizi igienici/toilette

## Interscambi
- Stazione taxi ed operatori del settore:
- Taxi Formia ncc service di Alfredo Taffuri se